# Stein am Rhein
Stein am Rhein és un municipi del cantó de Schaffhausen (Suïssa).